# Евено
Евено (фр. Evenos) насеље је и општина у Француској у региону Прованса-Алпи-Азурна обала, у департману Вар.
По подацима из 2011. године у општини је живело 2128 становника, а густина насељености је износила 50,73 становника/km².

## Демографија
| 1962. | 1968. | 1975. | 1982. | 1990. | 2011. |
| ----- | ----- | ----- | ----- | ----- | ----- |
| 599   | 647   | 700   | 1.054 | 1.564 | 2.128 |